# Sevas Tra
Sevas Tra es el primer álbum de estudio de la banda estadounidense de metal OTEP. El nombre del álbum cuando se lee al revés dice "Art Saves". Debutó en el puesto número 145 en el Billboard 200.

## Canciones
Todas las canciones escritas por M. Bustany, J. McGuire, R. Patterson y Otep Shamaya, 
1. "Tortured" - 1:39
2. "Blood Pigs" - 4:03
3. "T.R.I.C." (Bistany, W. Marsh, McGuire, Patterson, Shamaya) - 3:05
4. "My Confession" - 5:31
5. "Sacrilege" - 4:09
6. "Battle Ready" - 4:21
7. "Emtee" - 3:58
8. "Possession" (Bistany, Marsh, McGuire, Patterson, Shamaya) - 4:54
9. "Thots" - 4:09
10. "Fillthee" (D. Aguilera, Bistany, Marsh, McGuire, Patterson, Shamaya) - 3:36
11. "Menocide" - 4:51
12. "Jonestown Tea" - 9:47
13. "Brother" (Bonus Track) - 7:03

## Personal
- Otep Shamaya - vocalista
- "Evil" J. McGuire - bajo, coros
- Rob Patterson - guitarra
- Mark "Moke" Bistany - batería

- Datos: Q2008369